# Ica (stad)
Ica is een stad in het zuiden van Peru, 200 kilometer ten zuidoosten van de hoofdstad Lima. De stad heeft 244.000 inwoners en ligt in de gelijknamige provincia en de gelijknamige regio van Peru.  De stad werd in 1563 gesticht door Gerónimo Luis de Cabrera. Ze heette toen nog Villa de Valverde.
De stad is de zetel van het rooms-katholieke bisdom Ica.
De streek rond Ica wordt gekenmerkt door haar druiventeelt. Bekende producten zijn dan ook de traditionele Peruaanse drank Pisco en wijn. Toeristische attracties zijn onder meer enkele wijngaarden, een 18e-eeuwse kathedraal en het regionaal museum Maria Reiche. Dat stelt onder andere gebruiksvoorwerpen en schedels tentoon uit de Nazca-, Inca- en Paracascultuur. Enkele mummies bewijzen het gebruik van trepanaties voor de koloniale tijd. Daarnaast herbergt het museum een enorme collectie aan prehistorische gegraveerde stenen en potten en meubels, schilderijen en gebruiksvoorwerpen uit de post-koloniale tijd.
Daar de regio erg neerslagarm is, en omringd is door woestijn, kan wijn alleen verbouwd worden door middel van irrigatie. De eerste irrigatiekanalen stammen uit de Incaperiode en zijn meer dan 500 jaar oud.
In de buurt van de stad Ica werden stenen gevonden met merkwaardige, ingegraveerde voorstellingen. Deze stenen worden ook wel de stenen van Ica genoemd.

## Bestuurlijke indeling
Deze stad (ciudad) bestaat uit vier districten:
- Ica (hoofdplaats van de provincie)
- La Tinguiña
- Parcona
- Subtanjalla

## Geboren in Ica
- Hugo Sotil (1949-2024), voetballer

Arequipa · Ayacucho · Cajamarca · Chiclayo · Chimbote · Chincha Alta · Cuzco · Huancayo · Huánuco · Huaraz · Ica · Iquitos · Juliaca · Lima · Pisco · Piura · Pucallpa · Puno · Sullana · Tacna · Tarapoto · Trujillo · Tumbes